# 柳比梅茨
柳比梅茨是保加利亞的城鎮，位於該國中南部，距離首府哈斯科沃公里，由哈斯科沃州負責管轄，海拔高度56米，該鎮在2011年3月15日設立難民營，2009年人口7,670。

## 外部連結
- Lyubimets municipality website （页面存档备份，存于）